# Roger Guesnerie
Roger Guesnerie, né le 17 février 1943, est un économiste français.
Chercheur au CNRS, directeur d'études à l'EHESS, il est titulaire de la chaire « Théorie économique et organisation sociale » au Collège de France de 2000 à 2013.

## Biographie

### Jeunesse et études
Il étudie en classes préparatoires scientifiques et intègre l'École polytechnique. Il poursuit ses études au sein de l'École nationale des ponts et chaussées. Il valide son doctorat en économie à l'université de Toulouse en 1982.

### Parcours professionnel
Il a débuté comme chargé de recherche au CERMAP (Centre d'études et de recherches mathématiques appliquées à la planification), puis au CEPREMAP (Centre d'études prospectives et de recherches en économie mathématique appliquée à la planification). Il a, tout au long de sa carrière, exercé de nombreuses charges d'enseignement dans les établissements les plus prestigieux. Par exemple, il a enseigné à l'étranger à la London School of Economics et à l'université Harvard.
En France, après être passé par l'École polytechnique, il occupe depuis 2002 la chaire théorie économique du Collège de France. En parallèle, il a également participé à la création ou l'animation d'activités de recherche. De 1981 à 1991 il a été responsable de la formation doctorale Analyse et politique économique à l'EHESS puis de 1991 à 2000 directeur du DELTA (Département et Laboratoire d'économie théorique et appliquée) dont il a été le cofondateur avec François Bourguignon.
Dans les années 1990, ses travaux les plus marquants proposent principalement une analyse critique de l’hypothèse d’anticipations rationnelles. Plus globalement, c'est un spécialiste de l’économie publique notamment du calcul économique public et des questions de l’assurance sociale et de la redistribution. S'il montre que le marché est un mécanisme irremplaçable, ses travaux ont régulièrement pointé ses nombreuses limites et défaillances. Roger Guesnerie est aussi à l'origine de la notion de taux d'intérêt écologiques.
En 2000, il est titulaire de la chaire « Théorie économique et organisation sociale » au Collège de France, qu'il occupe jusqu'en 2013.
En juillet 2008, il rend à Xavier Darcos, ministre de l'Éducation nationale un rapport au nom de la commission qu'il présidait sur l'enseignement des sciences économiques et sociales au lycée.

## Décorations
- Chevalier de la Légion d'honneur
- Chevalier de l'ordre national du Mérite

## Distinctions et responsabilités
- 1984-1989 : Corédacteur en chef d'Econometrica
- 1994 : Président de l'Association économique européenne
- 1996 : Président de la Société d'économétrie
- 2002 - 2003 : Président de l'Association française de sciences économiques
- 2017 : Prix Zerilli-Marimo de l'Académie des sciences morales et politiques
- Honorary Foreign Member de l'American Economic Association
- Membre étranger de l'Académie américaine des arts et des sciences
- Foreign editor de la Review of Economic Studies
- Médaille d'argent du CNRS

## Principales publications académiques

### Livres
- A contribution to the pure theory of taxation, Cambridge University Press, 1995, 301 p.
- Assessing Rational Expectations: sunspot multiplicity and economic fluctuations, MIT Press, 2001, 319 p.
- Assessing Rational Expectations 2: eductive stability in economics, MIT Press, 2005, 453 p.
- (en) Roger Guesnerie et Henry Tulkens, The Design of Climate Policy, MIT Press, 2008

### Articles scientifiques
- "Pareto optimality in non convex economies", Econometrica, 43, 1, 1975
- "Advantageous reallocations of initial resources".(with J.J Laffont) Econometrica, 46, 4, p. 835-842, 1978
- "Financing public goods with commodity taxes : the tax reform view point, Econometrica, 47, 2, 1979,
- "General equilibrium when some firms follow special pricing rules", (with E.Dierker et W. Neuefeind), Econometrica, 53, 6, 1985
- "Noisy Observation in Adverse Selection Models", (with B.Caillaud et P.Rey), Review of Economic Studies, 59, 3, 1992
- "Sunspots fluctuations around a steady state : The case of multidimensional, one step forward looking models".(with P.Y Geoffard et P.A Chiappori), Econometrica, 60, 5, 1992
- "An Exploration of the eductive justification of the rational expectations hypothesis", American Economic Review, 82, 5,1992
- "Anchoring Economic Predictions in Common Knowledge", Econometrica, 70, (2), 439-480,2002

### Ouvrages de vulgarisation et rapports
- Calcul économique et résorption du déséquilibre, Rédigé conjointement avec D. Goudard et B. Walliser, Documentation Française, 1984.
- L'économie de marché, Flammarion, coll. « Dominos », 1996.
- Combattre l'effet de serre nous mettra-t-il sur la paille ?, éditions Le Pommier, 2003.
- Kyoto et l'économie de l'effet de serre, dans (R. Guesnerie) (dir.), La Documentation française, 2003.
- L'économie de marché, collection de poche, Le Pommier, (version augmentée), 2006.
- Politiques de la concurrence, dans R. Guesnerie et D. Encaoua (dir.), La Documentation française, 2006.
- L'économie de marché, nouvelle édition, Paris, Le Pommier, coll. « Poche », mai 2013.